# Megalothoraca pterodontida
Megalothoraca pterodontida är en tvåvingeart som beskrevs av Friedrich Georg Hendel 1911. Megalothoraca pterodontida ingår i släktet Megalothoraca och familjen Richardiidae.
Artens utbredningsområde är Peru. Inga underarter finns listade i Catalogue of Life.